# دمیترو ایوانف
دمیترو ایوانف (اوکراینی: Дмитро Володимирович Іванов؛ زادهٔ ۳۰ سپتامبر ۱۹۸۹) بازیکن فوتبال اهل اوکراین است.
از باشگاه‌هایی که در آن بازی کرده‌است می‌توان به باشگاه فوتبال باته بوریسف اشاره کرد.
وی همچنین در تیم ملی فوتبال Ukraine-16 بازی کرده‌است.